# Lutzomyia stewarti
Lutzomyia stewarti is een muggensoort uit de familie van de glansmuggen (Psychodidae). De wetenschappelijke naam van de soort is voor het eerst geldig gepubliceerd in 1944 door Mangabeira and Galindo.